# Opération Géranium
Opération Geranium est le nom de code d'une opération de l'armée américaine qui a consisté après la fin de la Seconde Guerre mondiale (en 1948 plus précisément) à jeter dans l'océan Atlantique près de 3 150 tonnes de stocks de lewisite (gaz toxique utilisé comme arme chimique).
Le nom « Geranium » est une allusion à l'odeur du lewisite qui rappellerait vaguement celle du géranium,,. C'est ce qu'on apprenait aux soldats dans les tranchées de la Première Guerre mondiale, de manière qu'ils sachent quand mettre leur masque à gaz.
Cette opération fait partie des opérations d'immersions de munitions susceptibles de produire de graves séquelles environnementales, différées dans l'espace (cf courants marins) et dans le temps.

## Déroulement de l'opération
L'opération « Geranium » s'est déroulée, sur 5 jours (du 15 au 20 décembre 1948),,.
Ces toxiques de combat ont été regroupés chargés dans deux types de conteneurs de vrac :
- 60 étaient des conteneurs de type "M14",
- 3700 autres conteneurs étaient d'autres modèles[3].

Ces conteneurs auraient été embarqués à Charleston en Caroline du Sud. Toutes les munitions chargées proviendraient du dépôt de munitions et d'armes Gulf Chemical Warfare Depot,. (Il s'agit d'une usine de fabrication d'armes chimiques et de son dépôt de munition). Leur construction a été votée par le congrès en avril 1941, à la suite de l'augmentation des tensions liées au risque que l'Allemagne puis d'autres belligérants utilisent des armes chimiques, et en complément de l'usine chimique dite « Edgewood Arsenal » (dans le Maryland). Cette nouvelle usine était initialement prévue sur la berge sud du fleuve Tennessee à Huntsville (Alabama), mais a finalement été construite au sud-ouest de la ville). Cette usine a été dénommée "Huntsville arsenal" en 1941, avant de devenir le Redstone Arsenal. Sa construction a été accélérée dès après l'attaque japonaise sur Pearl Harbor du 7 décembre 1941).
Le lewisite aurait ensuite été chargé à bord d'un navire marchand désarmé après avoir servi lors de la Seconde Guerre mondiale ; le SS Joshua Alexander. Puis ce navire a été conduit à environ 300 miles au large de la côte de Floride avant d'être sabordé avec sa cargaison.
 

## Le choix de l'immersion
L'immersion en mer est l'une des méthodes les plus utilisées depuis 1919, par de nombreuses armées, et presque partout dans le monde pour se débarrasser de stocks d'armes chimiques vieillissant et/ou non utilisés, ou de munitions chimiques non-explosées de la première ou de la Seconde Guerre mondiale. 
C'est celle qui - à court terme - était la moins coûteuse et semblait poser le moins de risque pour les hommes chargés de manipuler ces munitions ou les toxiques purs. Le lewisite américain n'est qu'un des nombreux toxiques de guerre qui a ainsi été immergé.
Dans cette opération, comme dans d'autres cas en Europe (Ex : Mer Baltique), le navire a été chargé des conteneurs pleins d'armes chimiques et a été sabordé avec sa dangereuse cargaison, mais avant l'opération Geranium, aux États-Unis, on s'était toutefois débarrassé du lewisite en jetant simplement les obus ou contenants qui en étaient chargés par-dessus bord, en vrac (ce qui autorise leur dispersion par les courants ou des filets de pêche).

Une telle opération d'immersion avait été signalée parThe New York Times deux ans plus tôt, en 1946 : 10 000 tonnes de lewisite avaient alors été jetées par-dessus bord à seulement environ 160 milles au large de Charleston (Caroline du Sud).
Ces immersions sont aujourd'hui strictement interdites en raison des risques posés pour les écosystèmes marins et en raison des risques de contamination du poisson, des coquillages, des crustacés ou des algues pêchés en mer, qui peuvent entrer dans l'alimentation humaine et/ou animale.
Selon Vilensky, environ 20 000 tonnes de lewisite auraient été produites par les États-Unis durant la Seconde Guerre mondiale, dont l'essentiel a été déversé en mer. Ce mode de fonctionnement et d'élimination a été ensuite un temps abandonné, avant que l'armée américaine ne l'utilise à nouveau

## Contexte
L'armée américaine était (après la guerre) en pleine réorganisation, avec notamment l'objectif de réduire les coûts du stockage de munitions (y compris du personnel de garde et de sécurité, dont sécurité-incendie). Le service technique de l'unité chimique (détachement du 2e corps) responsable de ces munitions avait l'année précédente (le 15 janvier 1947, avec son dépôt d'armes et produits chimiques perdu son autonomie pour être intégré dans l'arsenal de Huntsville, pour notamment diminuer le nombre et les frais de personnels.

## Séquelles?
Bien que plus de 3 700 conteneurs de Lewisite aient été coulés dans le navire qui les transportait et qu'un autre site d'immersion de munition soit situé non loin de celui-ci, il ne semble pas y avoir eu d'étude d'incidence environnementale. L'armée ne peut pas déterminer la taille des conteneurs ou donner une localisation plus précise de l'épave.